# Carpiano
Carpiano település Olaszországban, Lombardia régióban, Milánó megyében. Lakosainak száma 4126 fő (2023. január 1.). Carpiano Bascapè, Cerro al Lambro, Landriano, Locate di Triulzi, Melegnano, San Giuliano Milanese és Siziano községekkel határos.

## Népesség
A település népességének változása:
| Lakosok száma | 4058 | 4123 | 4177 | 4126 |
|               | 2013 | 2017 | 2018 | 2023 |